# Голівочкові
Голівочкові (Cephaloziaceae) — родина печіночників.
Печіночники цеї родини є дводомними рослинами, які мають повзучі чи прямовисні форми. Вони бувають зеленого, коричневого, червонуватого чи багряного кольору. Листки розташовані по черзі, сукубні. Нафтові тіла зустрічаються рідко. Вони розмножуються статевим або вегетативним шляхом за допомогою гемм.

## Підродини та роди
Підродини та роди:
- Alobielloideae R.M.Schust.
  - Alobiella (Spruce) Schiffn.
  - Alobiellopsis R.M.Schust.
- Cephalozioideae Müll.Frib.
  - Cephalozia Dumort.) Dumort.
  - Fuscocephaloziopsis Fulford
  - Nowellia Mitt.
- Odontoschismatoideae H.Buch ex Grolle
  - Odontoschisma (Dumort.) Dumort.
- Schiffnerioideae R.M.Schust.
  - Schiffneria Steph.
- Trabacelluloideae R.M.Schust.
  - Haesselia Grolle & Gradst.
  - Trabacellula Fulford